# Douya-Onoy
Douya-Onoy é um departamento da província de Ngounié, no Gabão.